# Vince Hayes
James Vincent Hayes (24 de marzo de 1879 - 1 de junio de 1964), también conocido como Vic Hayes, fue un futbolista inglés que jugó principalmente como defensa central. Nacido en Miles Platting, Manchester, se formó en la fabricación de calderas en sus primeros años. Hizo su debut con Newton Heath en febrero de 1901. En Newton Heath, que pasó a llamarse Manchester United en 1902, sufrió varias lesiones. Rompió ambas piernas en 1905, y poco después de recuperarse, rompió una de nuevo. Dejó el United por Brentford en mayo de 1907, pero regresó al United en junio de 1908. Ayudó al club a ganar la FA Cup en 1909. Dejó el United en noviembre de 1910 después de anotar dos goles en 128 apariciones en sus dos períodos en el club.
Más tarde entrenó a Noruega en los Juegos Olímpicos de 1912 y Wiener SC. En 1923, fue nombrado para su último cargo de entrenador, con el Atlético de Madrid de España.